# Banco de Málaga
El Banco de Málaga fue un banco privado español fundado en Málaga el 3 de mayo de 1848. Empieza a funcionar el 24 de febrero de 1848. Sin embargo, se constituye el 3 de mayo cuando Francisco López Pérez (fundador y primer presidente del banco) junto con su hermano y su hijo, acude al notario Alfonso de Miguel. En 1856 se inaugura la nueva sede del banco en Puerta del Mar. Fue el primer banco emisor establecido al amparo de Ley de 1856, que permitía la emisión de moneda. Los negocios del banco se basaron en el pujante sector siderúrgico, las industrias textiles y las actividades comerciales del puerto. 
A raíz del decreto 1874 que concedía al Banco de España el monopolio de emisión de billetes, el Banco de Málaga se fusionó con el Banco de España, tras firmar el acuerdo Manuel Cantero, gobernador del Banco de España, Jorge Loring, marqués de Loring, y Tomás Heredia y Manuel Larios en representación del Banco de Málaga.